# 세 자매 (1982년 드라마)
《세 자매》는 1982년 6월 28일부터 1983년 2월 18일까지 방영된 KBS 2TV 일일 드라마(9시~10시대)으로, 딸만 셋을 둔 소시민 가정에서 일어나는 일들을 밝게 그렸다.

## 출연
- 박근형
- 박주아
- 김영애 : 박연희 역 - 첫째 딸
- 이경진 : 박연옥 역 - 둘째 딸, 유치원 교사[2]
- 정윤희 : 박연주 역 - 막내 딸, 보험 세일즈맨[3]
- 임동진
- 서인석
- 정동환 (도중하차)
- 김동수 (도중하차)
- 이구순
- 김동훈

## 참고 사항
- 극중 셋째 딸과 결혼까지 하는 것으로 되어 있던 정동환은 고소사건으로 물의를 빚었다는 이유로 극중에서 중동으로 파견가는 것으로 하여 도중하차했다.[4][5]
- KBS 아카이브에는 전 회차 소장하지 않는 것으로 알려졌다.